# 뭄바이 풋볼 아레나
뭄바이 풋볼 아레나(벵골어: মুম্বই ফুটবল এরিনা)은 인도의 수도인 뭄바이에 위치한 경기장으로, 뭄바이 시티 FC의 홈구장이다. 6,600명을 수용할 수 있다.